# Distrito de Rayagada
Rayagada es un distrito de la India en el estado de Odisha. Código ISO: IN.OR.RA.
Comprende una superficie de 7585 km².
El centro administrativo es la ciudad de Rayagada.

## Demografía
Según censo 2011 contaba con una población total de 961959 habitantes, de los cuales 492 287 eran mujeres y 469 672 varones.